# Hella Kürty
Hella Kürty (auch Kürti, Kürthy und Kurty; * 19. April 1896 als Helene Margaretha Maria Theresia Friederike Tschuk in Wien; † 7. November 1954 in London) war eine Schauspielerin und Operettensängerin (Sopran).

## Leben und Wirken
Die geborene Helene Tschuk war eine Tochter der Sängerin Friederike Tschuk, die ebenfalls bereits den Künstlernamen Kürti führte. Nach dem Besuch eines Lyzeums studierte Hella Kürty zwei Jahre bei Ernst Wieland an der Theaterschule Arnau in ihrer Heimatstadt Wien und nahm Gesangsunterricht bei Paula Mirus-Obermayer. Ihre Karriere begann sie 1914 an der Neuen Wiener Bühne. Weitere Stationen waren das Josefstädter Theater, die Residenzbühne, das Bürgertheater und das Stadttheater Marienbad. Meist wurde sie im Fach der „munteren Naiven“ besetzt.
1920 verließ Hella Kürty ihre österreichische Heimat, indem sie einem Engagement ans Schauspielhaus Breslau (Operettentheater) nachkam. Dort war sie kurzzeitig mit dem Kaufmann Dagobert Bielschowsky verheiratet. Ab 1922 wirkte sie als Soubrette an verschiedenen Berliner Bühnen (z. B. Metropol-Theater, Haller-Revuen, Theater des Westens). Seit Mitte desselben Jahrzehnts trat sie auch beim Film in Erscheinung. Besonders positive Resonanz bei Kritik und Publikum rief die Rolle der Prinzessin Mi in Franz Lehárs Operette Das Land des Lächelns hervor, die Hella Kürty sowohl in der Uraufführung am 10. Oktober 1929 in Berlin als auch danach noch mehr als hundert Mal verkörperte. Auch in der gleichnamigen Filmadaption von 1930 durfte sie ihre Paraderolle spielen. 1932 folgte Kürty einem Ruf an das Deutsche Theater München, ehe sie wieder in die Reichshauptstadt zurückkehrte.
Die Machtübernahme durch die Nationalsozialisten führte aufgrund des jüdischen Familienhintergrunds von Kürty rasch zu ihrer beruflichen Isolation, sodass sie sich 1933 zur Emigration nach England entschloss. Im Londoner Exil konnte sie ihre Karriere nur eingeschränkt fortsetzen und wurde lediglich mit minder bedeutenden Aufgaben betraut. 1937 heiratete sie Marcus Album, von dem sie sich aber nach kurzer Zeit wieder trennte. Im April 1939 ging sie mit ihrem großen Theatererfolg Das Land des Lächelns auf Südafrika-Tournee. Gegen Ende des Zweiten Weltkriegs fand Hella Kürty ein wenig Beschäftigung beim britischen Film, während sie ihren Lebensunterhalt in späteren Jahren hauptsächlich als Gymnastik- und Tanzlehrerin bestritt. 1952 erlitt sie zwei Schlaganfälle und lebte zuletzt in prekären Verhältnissen. Sie starb 1954 im St. Stephen’s Hospital in Chelsea. Ihren Nachlass vermachte sie ihrer Freundin Helen E. Theilmann.

## Operettenrollen (Auswahl)
- Marquise Lissy in Der Hampelmann (Robert Stolz)
- Riki in Eine Ballnacht (Oscar Straus)
- Titelrolle in Das Mädel aus Dalmatien (Charlie Miller)
- Prinzessin Mi in Das Land des Lächelns (Franz Lehár)
- Ta bouche (Maurice Yvain)
- Die Königin der Nacht (Walter Kollo)
- Wollen Sie mit mir spielen? (Jaap Kool)
- Zenebona (Paul Abraham)
- Münchhausen (Ernst Steffan)

## Filmografie
- 1926: Eine tolle Nacht
- 1927: Wer wirft den ersten Stein?
- 1927: Dr. Bessels Verwandlung
- 1929: Tagebuch einer Kokotte
- 1930: Das Land des Lächelns
- 1943: Candlelight in Algeria
- 1944: Hotel Reserve